# Adele Juda
Pour les articles homonymes, voir Juda.
Adele Juda (9 mars 1888 - 31 octobre 1949) est une psychiatre et neurologue autrichienne. Elle a étudié l'incidence de la maladie mentale chez des personnes germanophones douées et créatives, notamment Mozart, qu'elle considère comme « psychiatriquement normal ». 

## Jeunesse et éducation
Adèle Juda naît le 9 mars 1888 à Munich. Elle est la fille de Maria et Karl, graphiste et imprimeur.  
Pendant sa jeunesse, sa famille vit à Prague, Munich puis Innsbruck. Elle reçoit une éducation musicale et souhaite devenir pianiste mais un trouble du mouvement dans sa main gauche l'en empêche. Lors de son traitement, elle a rencontre Editha Senger, qui épousera Ernst Rüdin, un psychiatre et généticien suisse. 
En 1922, Juda commence ses études de médecine à l'Université Ludwig Maximilian de Munich. Elle obtient son Physikum, l'examen d'études médicales allemandes, à Innsbruck, en 1923, avant de retourner à Munich. Elle y reçoit son MD en 1929 avec la thèse Zum Problem der empirischen Erbprognosebestimmung (Le problème du pronostic héréditaire empirique). Pendant ses études de médecine, elle travaille comme assistante d'Ernst Rüdin. Avec lui, elle démarre l'étude des individus très doués. 
Juda termine ses études au cours du dernier mois de la Seconde Guerre mondiale et retourne à Innsbruck en 1945. Elle travaille à domicile comme spécialiste des troubles nerveux et de l'humeur. Parallèlement et jusqu'à sa mort, elle travaille à la Zentralstelle für Familienbiologie und Sozialpsychiatrie (Office central de biologie familiale et de psychiatrie sociale) avec Rudolf Cornides et Friedrich Stumpfl.  
Elle décède de la poliomyélite le 31 octobre 1949, à Innsbruck. 

## Recherche
À l'époque, l'idée répandue, portée par le criminologue italien Cesare Lombroso, est que le génie et la folie sont liés.  
Entre 1927 et 1944, Juda étudie les biographies de 600 « génies » germanophones et leurs familles sur une période comprise entre 1648 et 1920, dont des scientifiques, des artistes et au moins 27 musiciens. Elle conclut qu'il n'y a pas de relation définitive entre la capacité mentale élevée et la santé ou maladie psychique. Elle remarque que les génies et leurs familles montrent une occurrence plus élevée de psychose et conclu que la psychose altère la créativité. Dans un sous-groupe de 113 artistes et écrivains, elle trouve une forte occurrence de névrose et de suicide, en particulier chez les poètes. Leurs familles sont également plus susceptibles d'avoir une forme de maladie mentale. 
Ses recherches sont critiquées, car ses critères d'inclusion sont ambigus et les méthodes de diagnostic utilisées à son époque ne font pas la distinction entre différentes schizophrénies et troubles bipolaires. 